# Bassia angustifolia
Bassia angustifolia är en amarantväxtart som först beskrevs av Porphir Kiril Nicolai Stepanowitsch Turczaninow, och fick sitt nu gällande namn av Helmut E. Freitag och G. Kadereit. Bassia angustifolia ingår i släktet kvastmållor, och familjen amarantväxter. Inga underarter finns listade i Catalogue of Life.